# Начес
Начес (англ. Naches River) — река в центральной части штата Вашингтон, США. Приток реки Якима, которая в свою очередь является притоком реки Колумбия. Составляет 121 км в длину. Средний расход воды в районе города Начес — около 113 м³/с.
Берёт начало в Каскадных горах, в районе перевала Начес, как река под названием Литл-Начес. Высота устья — 330 м. Через 32 км течения, после впадения притока Бемпинг река называется уже просто Начес. Течёт преимущественно в юго-восточном направлении. Ниже впадения реки Бампинг протекает через долину Найл, где принимает притоки Найл-Крик и Ратлснейк-Крик. Далее входит в долину Начес, где принимает свой крупнейший приток — реку Тайтон. В долине Начес, вблизи реки, располагаются города Начес и Тайтон. Впадает в реку Якима на северной оконечности города Якима.